# School's In!
Albums de Maceo Parker
Made By Maceo
(2003) Roots & Grooves
(2007)
School's In! est le 13e album de Maceo Parker, publié en 2005.

## Titres
1. To Be or Not to Be
2. Basic Funk: 101
3. What You Know About Funk?  avec la participation de son fils Corey Parker
4. ABC des Jackson Five
5. Song for My Teacher
6. Speed Reading [It-si-bi-ya]
7. What a Wonderful World de Sam Cooke avec la participation de Candy Dulfer
8. Arts & Crafts
9. Advanced Funk
10. I'm Gonna Teach You